# Збиття Boeing 737 під Тегераном
Збиття Boeing 737 під Тегераном — авіакатастрофа, що трапилась 8 січня 2020 року, о 6:14 за іранським часом. Літак Boeing 737—800 належав авіакомпанії «Міжнародні авіалінії України». Загинули усі, хто перебував на борту: 176 осіб, з яких 167 пасажирів і 9 членів екіпажу. Усі члени екіпажу та двоє пасажирів були громадянами України. Серед пасажирів було 24 неповнолітніх, з них 19 дітей до 12 років. Найменша дитина — 2018 року народження. 9 січня 2020 року було оголошено днем жалоби в Україні та Ірані.
За кількістю жертв катастрофа увійшла до п'ятдесяти найбільших авіакатастроф у світі. В історії української пасажирської авіації подібна катастрофа літака Як-42 сталася 1997 під Салоніками, за 22 роки до того. Керівництво МАУ заявило, що технічний стан літака був хорошим, помилка пілотів виключена, а екіпаж було заздалегідь підсилено досвідченими пілотами враховуючи складність рейсу.
11 січня 2020 року президент Ірану Хасан Рухані визнав, що літак було «випадково» збито ракетами, випущеними Корпусом вартових Ісламської революції. За словами офіційних представників Ірану, причиною трагедії став людський фактор.

## Літак
Літак Boeing 737—800 (модель 737—800, KV — код авіакомпанії МАУ) мав заводський номер 38124 і серійний номер 5977, його було побудовано заводом в Рентоні 2016 року, а 21 червня 2016 він здійснив перший політ. Лайнер отримав реєстраційний номер UR-PSR, його передали МАУ. Маршрутом Сіетл — Кеплавік — Київ, з 19 по 20 липня 2016 року борт прибув до Києва в основний хаб авіакомпанії.
Літак було оснащено двома турбовентиляторними двигунами CFM International CFM56-7B24E. Він експлуатувався в компонуванні салону на 186 місць економ та бізнес класу (CY186). Останнє технічне обслуговування проходив 6 січня 2020. Маючи 3,5 роки, цей літак був одним із наймолодших представників 737 Next Generation у флоті авіакомпанії.

## Екіпаж і пасажири
На борту перебувало 176 осіб: 167 пасажирів і 9 членів екіпажу, усі вони загинули.
На рейс було зареєстровано 169 пасажирів, але на борт піднялося 167. Спочатку імена двох пасажирів, що не сіли на рейс, не розголошувалися.
Пізніше стало відомо, що один із зареєстрованих пасажирів, Мохсен Ахмадіпур з Оттави, не зміг потрапити на борт літака через проблему з квитком. Його дружина сіла на цей літак, а він планував полетіти до Києва наступним рейсом.
| Громадянство    | Пасажири | Екіпаж | Всього |
| --------------- | -------- | ------ | ------ |
| Афганістан      | 13       | 0      | 13     |
| Велика Британія | 4        | 0      | 4      |
| Німеччина       | 0        | 0      | 0      |
| Іран            | 81       | 0      | 81     |
| Канада          | 57       | 0      | 57     |
| Україна         | 2        | 9      | 11     |
| Швеція          | 10       | 0      | 10     |
| Всього          | 167      | 9      | 176    |

### Список жертв
- Іран — 81
- Канада — 57
- Україна — 2 + 9 (екіпаж)
- Швеція — 10
- Афганістан — 13
- ФРН — 0
- Велика Британія — 4

МАУ та іранські ЗМІ після авіатрощі опублікували повний список жертв.

#### Пілоти
- Командир — Володимир Гапоненко, мав 11600 годин нальоту на літаках Boeing 737, включно з 5500 год як командир повітряного судна (КПС);
- Другий пілот — Сергій Хоменко, мав 7600 годин нальоту Boeing 737;
- Пілот-інструктор — Олексій Наумкін, мав 12000 год нальоту на Boeing 737, включно з 6600 год як КПС.

#### Бортпровідники
- Матьков Ігор Валерійович — старший бортпровідник[20], 34 роки, мав 12-тирічний стаж роботи, був у пілотному резерві[21];
- Статнік Катерина Олегівна;
- Микитюк Марія Михайлівна;
- Овчарук Валерія Євгеніївна;
- Сологуб Юлія Миколаївна;
- Лихно Денис Михайлович.

Посольство України в Ірані в другі роковини відкрило поблизу Тегерану Алею пам'яті жертв катастрофи. Станом на липень 2022 року сім'ї членів екіпажу не отримали від Ірану грошової компенсації.
29 грудня 2020 року членам екіпажу було посмертно присвоєно звання Героя України з удостоєнням ордена «Золота Зірка».

## Перебіг подій
Борт UR-PSR виконував міжнародний рейс PS-752 з Тегерана до Києва. О 02:38 UTC, після годинної затримки, рейс 752 злетів зі смуги 29R аеропорту ім. Хомейні, і спочатку політ проходив у нормальному режимі.
О 2:44 UTC (6:14 за місцевим часом), коли лайнер зі швидкістю 275 вузлів (509 км/год) піднявся до висоти 2416 м (7925 футів), зв'язок із ним перервався. Після початку пожежі на борту літак змінив курс і розвернувся.
Літак перейшов у некерований спуск, при цьому на його борту почалась пожежа. Лайнер врізався в землю в передмісті Тегерана Халаджабаді, за 15 км на північ від аеропорту, і повністю зруйнувався, а всі люди в літаку загинули.
За кілька годин після трагедії офіційний представник аеропорту назвав причиною катастрофи загоряння двигуна.

## Розслідування
Іран надіслав слідчу групу до місця катастрофи. Як заявив голова комісії з розслідування катастроф Іранської організації цивільної авіації, повідомлень про надзвичайну ситуацію на борту від екіпажу не надходило. Український уряд заявив про наміри направити експертів для допомоги в розслідуванні.
Представник Міністерства доріг і міського розвитку Ірану заявив, що після займання двигуна літак охопило полум'я, що призвело до втрати контролю над ним і подальшого краху. Майже відразу була виключена версія про теракт на борту.
Спочатку ЗМІ повідомили, що Іран відмовився передавати бортові самописці компаніям Boeing до США. Згодом Іран офіційно спростував ці дані, запросивши США та Україну до розслідування катастрофи. Іранський чиновник заявив, що самописці було пошкоджено, однак, на думку спеціалістів, дані на них усе ж таки можна проаналізувати. 10 січня Іран надав представникам України доступ до самописців та до деталей літака. Іранський чиновник, який веде розслідування щодо українського літака, заявив у неділю, що відмовився від планів відправляти реєстратори за кордон.
Спецслужби США заявили, що літак був збитий іранською системою ППО російського виробництва Тор-М1. Прем'єр-міністр Канади Джастін Трюдо підтримав цю версію, посилаючись на «розвідувальну інформацію з багатьох джерел». 9 січня 2020 року пошукова мережа OSINT-розвідки Bellingcat виклала у себе відеоматеріали атаки літака ракетою з прив'язкою до місцевості.
Протягом трьох днів іранська сторона не розголошувала справжню причину катастрофи, відкидаючи версію ракетного удару по літаку — попри докази США, Британії та Канади.

### 2020
11 січня 2020 року президент Ірану Хасан Рухані визнав, що літак було збито ракетами, випущеними іранськими військовими з Корпусу вартових Ісламської революції. 16 січня представники Тегерану погодилися передати Україні тіла загиблих українців та залучити до розшифровки чорних ящиків українських фахівців, рейс із тілами заплановано на 19 січня.
Тіла 11 загиблих українців було ідентифіковано в Ірані та 19 січня транспортовано до Києва, на летовище Бориспіль. Тоді ж представник Організації цивільної авіації Ірану Хасан Резайефар заявив, що Іран розшифровує чорні ящики літака та не ухвалив рішення щодо їхньої передачі за кордон.
25 січня 2020 року МЗС Ірану повідомило, що винний у збитті літака знаходиться у в'язниці. 3 лютого, після того, як в ЗМІ було опубліковано переговори диспетчерів з пілотами літака, Іран припинив ділитися матеріалами слідства з Україною. 4 лютого влада Ірану заявила, що продовжить співпрацю, але закликає «не політизувати питання».
15 лютого 2020 року на зустрічі міністра МЗС України Вадима Пристайка з його іранським колегою Мохаммадом Джавадом Заріфа представник іранської сторони запевнив, що країна не проводитиме самостійної розшифровки самописців, але й передавати їх для розшифровки іншим країнам відмовляється.
29 березня 2020 року Іран тимчасово призупинив розшифровку бортових самописців через пандемію коронавірусу в світі.
6 квітня 2020 року член іранського парламенту та член комісії з питань законодавства і юстиції Хассан Норузі заявив, що військові «добре впоралися з завданням», збивши літак, а винних у катастрофі не заарештовуватимуть. Норузі заявив, що «рух літака був дуже підозрілим і військові добре виконали свої обов'язки», а літак «мабуть, потрапив під контроль Америки».
23 травня 2020 року представники Ірану заявили, що у катастрофі винен оператор ракетної системи, який, ймовірно, не спілкувався з командним центром, порушивши правила дій ведення вогню «без дозволу».
3 червня 2020 року представники України заявили про наміри відправити чорні ящики літака до Франції для розшифровки через те, що вони начебто не мають відповідного обладнання.
14 червня 2020 року заступник міністра МЗС України Євген Єнін заявив, що Іран наполягає, що катастрофа сталася через людську помилку, і тому не взяв на себе міжнародної відповідальності за збиття літака.
18 червня 2020 року представники Ірану заявили про готовність віддати Україні «чорні скриньки» збитого літака МАУ, якщо вона матиме необхідне обладнання. Також у червні Іран офіційно запросив технічної допомоги, розшифровкою самописців з 20 липня займатиметься Бюро з розслідування та аналізу безпеки цивільної авіації Франції (BEA).
9 липня 2020 року заступник глави МЗС Євген Єнін заявив, що з початку 2020 року Україна скерувала Ірану чотири вербальні ноти про початок переговорів щодо збитого літака МАУ, однак конкретних дат перемовин досі немає.
24 липня 2020 року було завершено аналіз самописців, результати підтвердили факт зовнішнього втручання в роботу літака.
29 липня 2020 року у Києві почався перший етап перемовин з Іраном щодо збитого українського «Боїнга». За підсумками цих переговорів Тегеран погодився виплатити всі необхідні компенсації.
10 серпня 2020 року Глава Центральної страхової організації Ірану Голамреза Сулеймані заявив, що Іран не буде компенсувати МАУ вартість збитого лайнера, бо він був застрахований європейськими, а не іранськими компаніями. Це не стосується компенсації сім'ям загиблих у катастрофі. Наступний раунд переговорів про компенсації було заплановано на жовтень.
Влада Ірану опублікувала попередні результати розслідування, згідно з якими, літак перед зльотом був технічно перевіреним, пілоти діяли згідно з інструкціями та отримали всі потрібні погодження на виліт від іранської військової та цивільної адміністрацій.

### 2021
20 лютого 2021 року військова прокуратура Ірану завершила розслідування катастрофи літака МАУ. Наразі готується обвинувальний акт, а справу найближчим часом передадуть до суду.

### 2022
На початку січня 2022 року Іран офіційно відмовився від продовження переговорів щодо розслідування наслідків катастрофи. Іран заявив Канаді, Швеції, Україні та Британії, що відмовляється вести переговори щодо катастрофи літака авіакомпанії «Міжнародні авіалінії України» поблизу Тегерану.
8 січня 2022 року заступник Генерального прокурора Гюндуз Мамедов заявив, що на сьогодні вже встановлені імена деяких учасників атаки. Зокрема необхідно перевірити на причетність до вчинення злочину військовослужбовців нижніх ланок Корпусу вартових Ісламської революції (IRGC), у тому числі: капітана Мехді Хосраві (Mehdi Khosravi, командир ТОР М-1), першого лейтенанта Мейсама Хейроллахі (Meysam Kheirollahi, оператор), третього лейтенанта Саєда Ахмада Мірі (Seyed Ahmad Miri, оператор), першого лейтенанта Маґаммада Маджіда Еслама Дооста (Mohammad Majid Eslam Doost), капітана Саджада Мохаммаді (Sajjad Mohammadi), майора Хамеда Мабхута (Hamed Mabhout), другого бригадного генерала Ібрагіма Сафаї Кіа (Ibrahim Safaei Kia), бригадного генерала Алі Акбара Сейдуна (Ali Akbar Seydoun) та одного військового Іранської Армії полковника Мостафи Фараті (Mostafa Faratі), яким інкримінується службова недбалість, необережність та неналежне виконання службових обов’язків та інших причетних осіб.
До других роковин катастрофи рейсу PS752 авіакомпанії «МАУ» секретар РНБО України Олексій Данілов назвав її спланованим терористичним актом з боку Ірану. «Те, що сталося 8 січня 2020 року, було терористичним актом, вчиненим проти цивільного літака», — заявив він в інтерв'ю «Голосу Америки».
У липні МАУ подала позов проти Ірану за збитий літак.
Іран пропонував компенсацію у розмірі 150 тисяч доларів родичам кожного загиблого. Україна таку суму не погодила. Тегеран діє в обхід і намагається вирішити справу без визнання протиправності своїх дій.

### 2023
17 березня Іран представив остаточний звіт щодо розслідування катастрофи літака авіакомпанії МАУ. У документі йдеться, що літак знищили через помилку оператора протиповітряної оборони, який визначив його як «ворожу ціль».
16 квітня, згідно повідомлення офіційного порталу новин судової системи Ірану Mizan Online, суд Ірану засудив десять військовослужбовців Сил протиповітряної оборони країни до тюремного ув’язнення за участь у збитті українського пасажирського літака авіакомпанії «Міжнародних авіаліній України» біля Тегерану. Військовослужбовців засудили до тюремного терміну від 1 до 13 років. Вироки було винесено після 20 судових слухань і «детального розслідування» протягом трьох років, розповіли в суді. Головний обвинувачений у цій справі, названий «командиром системи оборони Тор М-1», був засуджений до трьох років тюремного ув'язнення за ненавмисне вбивство 176 пасажирів і членів екіпажу, які перебували на борту рейсу PS752 літака «МАУ». Йому дали ще 10 років за ігнорування протоколу та «масштаб наслідків своїх дій», зазначають в суді.
3 жовтня, згідно повідомлення МЗС України, Іран продовжував відмовлятися визнати міжнародно-правову відповідальність за збиття літака.

## Причини аварії
9 січня 2020 року CBS News і Newsweek написали, що літак було збито іранською ракетою ТОР (SA-15 Gauntlet). Ці дані посилалися на американську й іракську розвідку, що зафіксували постріли з двох ракетнопускових установок.
Видання USA Today повідомило, що фірма IHS Markit у своєму звіті оцінює «фотографії поблизу місця катастрофи начебто з уламками зенітної ракети ТОР короткої дальності, яка приземлилася в сусідньому саду» як достовірні, хоча не може підтвердити їх достовірність.
Прем'єр-міністр Канади Джастін Трюдо заявив, що докази з різних джерел, включаючи канадську розвідку, підтверджують те, що літак був збитий іранською ракетою, припускаючи ненавмисність. Чиновники Британії погоджуються з цією версією.
За словами Секретаря РНБО України Олексія Данілова, РНБО України розглядала 7 причин катастрофи, включаючи ураження літака ракетою, але не виключало й інші версії:
- зіткнення із БПЛА чи іншим об'єктом у повітрі;
- руйнування чи вибух двигуна;
- вибух літака зсередини в результаті терористичного нападу.

11 січня 2020 року у своїй офіційній заяві керівництво Ірану визнало, що літак було помилково збито їхньою військовою системою ППО. За даними офіційних звітів Ірану, під час зльоту літак почав розворот у бік, де знаходиться військовий центр Корпусу вартових ісламської революції. Чергові в центрі ППО помилково сприйняли повітряне судно за «ворожу ціль» і збили його ракетою «земля-повітря».
Іранська організація цивільної авіації спростувала інформацію про відхилення від курсу, стверджуючи, що літак весь час дотримувався правильного курсу.
12 липня 2020 року представники Ірану заявили про помилку системи ППО, як причину збиття літака. За даними іранців, через невиконане налаштування, лайнер було помилково розпізнано системою як об'єкт, що рухається в бік Тегерану. Однак літак летів у зворотньому напрямку.
18 липня 2020 року представники Франції заявили про отримання «чорних скриньок» українського літака. Бортові самописці буде вивчати міжнародна команда з 20 фахівців під егідою французького Бюро розслідувань і аналізу питань безпеки цивільної авіації, що відоме як одне з провідних агентств з розшифрування записів пошкоджених бортових реєстраторів. Національна авіаційна організація Ірану пояснила, що понад шість місяців не могла надіслати «чорні скриньки» на експертизу «через коронавірус», «відсутність авіарейсів» і те, що начебто «європейці, американці та канадці не погодились надати необхідне обладнання для розшифровки». 20 липня експерти успішно завантажили дані з бортописців літака, далі їх було передано в Бюро з розслідування авіаційних подій Ірану.

### Приховування інформації Іраном
Ісламська Республіка Іран спочатку заявляла, що аварія сталася через технічний дефект. Натомість експерти стверджували, що літак зазнав аварії через зіткнення ракети. Але Іран заперечив будь-які ракетні удари. Пізніше того ж дня прессекретар збройних сил Ірану Абольфазл Шекарчі назвав цю заяву «чистою брехнею» і підкреслив, що «це переслідується лицемірною лінією на користь американців та іншим змовою у сфері психологічної війни».
Наступного дня представники американської розвідки оголосили, що знімки інфрачервоних розвідувальних супутників, розміщених у космосі, показували запуск двох ракет «земля — повітря», що наближались до фюзеляжу. Британські представники оборони підтвердили оцінку США щодо ракетного удару. Прем'єр-міністр Канади Джастін Трюдо заявив, що дані свідчать про те, що літак був збитий іранською ракетою.
Опри різні аналізи та звіти про новини, а також приховані операції та відмови, запуск ракети «Політ 752» був остаточно підтверджений Генеральним штабом Збройних сил Ірану 11 січня 2020 року, тобто через три дні. Причиною запуску ракети по пасажирському літаку Генеральний штаб Збройних Сил Ірану оголосив «ненавмисну людську помилку при виявленні літаючого об'єкта».

## Реакції
Після того, як стало відомо, що рейс 752 Міжнародних авіаліній України був збитий Корпусом вартових Ісламської революції, а уряд Ірану це приховував, у січні 2020 року Іран охопили антиурядові протести.
Катастрофа сталася на фоні політичної кризи між США й Іраном у Перській затоці, через кілька годин після атаки американських військових об'єктів в Іраку, вчиненої КВІР Ірану у відповідь на загибель у Багдаді командувача спецпідрозділом «Аль-Кудс» генерала Сулеймані. Відразу після інциденту іранські користувачі Твіттера виклали непідтверджену інформацію про те, що катастрофа сталася у результаті помилкового запуску ракет ППО іранськими військовими. Арабська газета Al-Hadath також повідомила, що літак було збито іранськими ППО. Проте ІСНА й інші іранські новинні агенції повідомили, що літак мав технічну несправність.
Співчуття рідним і близьким загиблих і членів екіпажу висловив президент Зеленський. У зв'язку з катастрофою він перервав візит до Оману, повернувшись до Києва. При РНБО було створено оперативний штаб.

### Погрози родинам загиблих
Джавад Солеймані, дружина Елназа Набії, одного з жертв авіакатастрофи, заявила, що, крім погрози зґвалтувати сім'ї жертв, іранські силовики сказали:
Ми зробимо те, що зробили з батьком Пуї Бахтіарі. Його родина закликала на публічну поминальну церемонію, але була заарештована Міністерством розвідки.

## Наслідки
МАУ оголосила про припинення польотів до Тегерану на невизначений термін. У зв'язку з високою напругою у регіоні про аналогічні рішення заявили й інші авіакомпанії, у тому числі Singapore Airlines, China Airlines і Malaysia Airlines. Через кілька годин після катастрофи Росавіація рекомендувала не використовувати повітряний простір країн Близького Сходу. З 9 січня Україна повністю заборонила польоти до Ірану на невизначений термін.
З 10 січня 2020 року авіакомпанії Австрії та Німеччини скасували всі рейси до Ірану. Рейс LH 600, що летів 9 січня з Франкфурта до Тегерану, розвернули в повітрі й повернули до першого летовища.
21 травня 2021 року Верховний суд провінції Онтаріо (Канада) визнав, що збиття літака є навмисним терористичним актом.

## Судові розгляди
28 грудня 2022 року, Україна, Велика Британія, Канада та Швеція ініціювали арбітражний розгляд спору щодо збиття пасажирського літака рейсу PS752.
29 червня 2023 року, згідно повідомлення МЗС України, позов проти Ірану до Міжнародного суду ООН подають Україна та інші держави, чиї громадяни загинули в результаті збиття цивільного рейсу над Тегераном у січні 2020 року.
5 липня 2023 року, згідно повідомлення пресслужби МЗС, Україна, Велика Британія, Канада і Швеція направили до Міжнародного суду ООН позов проти Ірану за збитий у 2020 році пасажирський Boeing української авіакомпанії (рейс PS752).
10 липня 2023 року, Міністерство закордонних справ Ірану заявило, що Україна, Канада, Швеція та Велика Британія, які подали спільний позов до Міжнародного суду ООН за збитий у 2020 році над Тегераном літак МАУ, "мають свої політичні цілі та завдання". У заяві іранського МЗС стверджується, що Іран розслідував аварію пасажирського літака Boeing української авіакомпанії МАУ (рейс PS752) "сумлінно, прозоро та з повною серйозністю", надав "необхідні умови для розслідування та допомоги", а також компенсацію сім'ям загиблих.

## Відображення у культурі
Ізраїльський режисер Леонід Канфер на другу річницю трагедії презентував документальний фільм «Таємниця загибелі Ромео». На Міжнародному кінофестивалі у Торонто у вересні 2022 року відбулася прем'єра документального фільму ірано-канадського режисера Бабака Пайамі «752 Is Not A Number».

### Місце авіакатастрофи

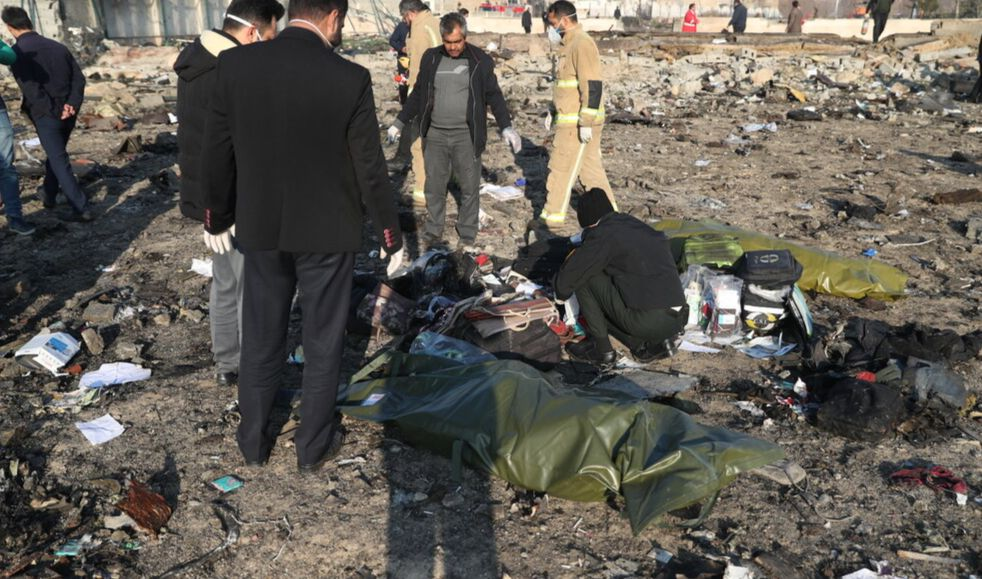
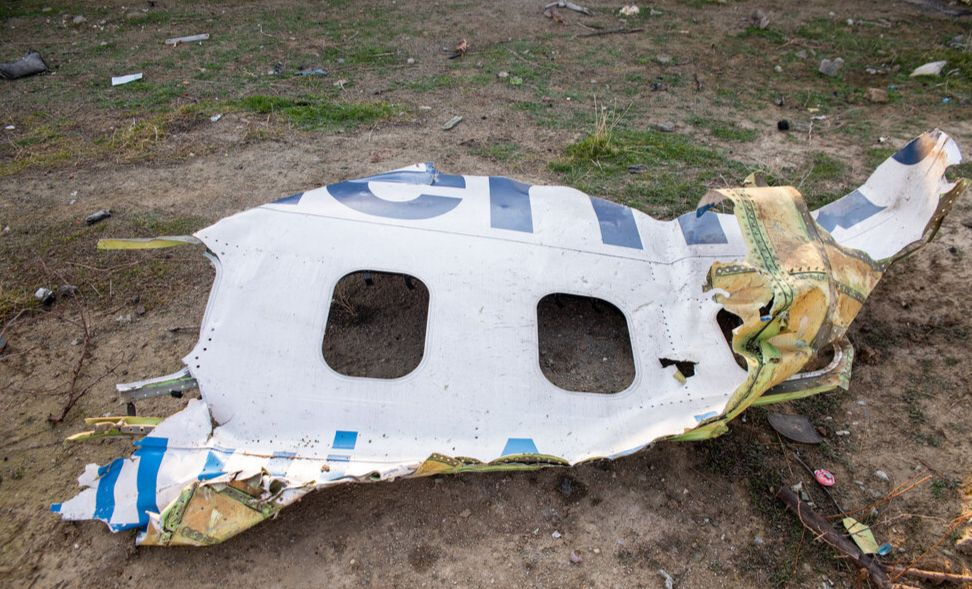
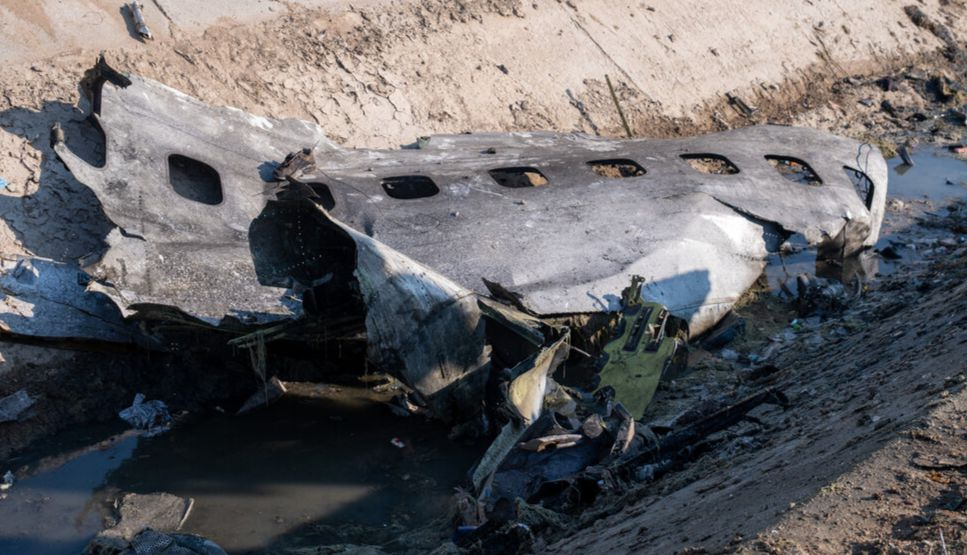
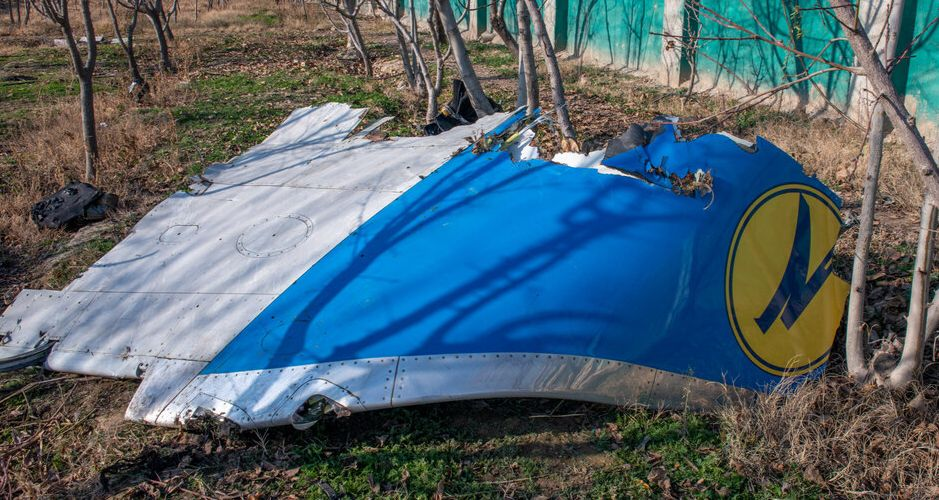
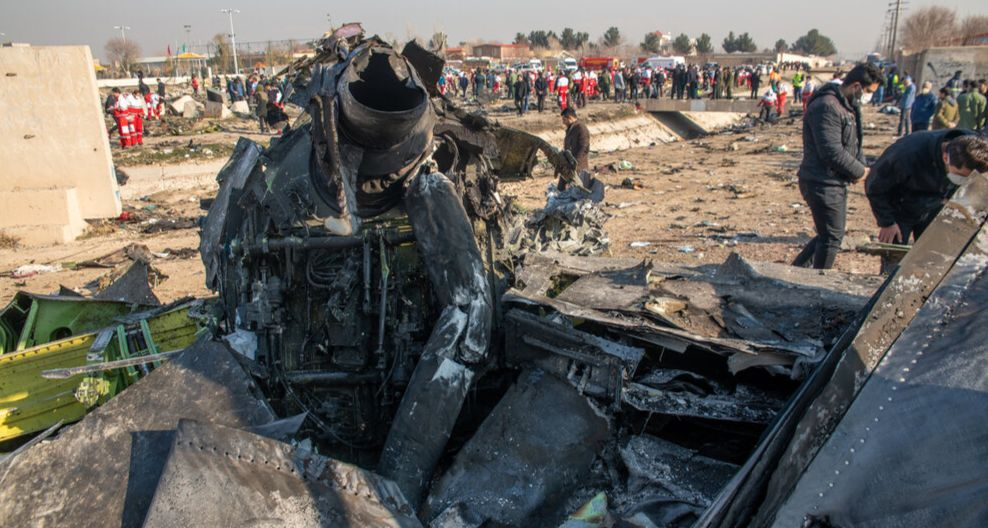
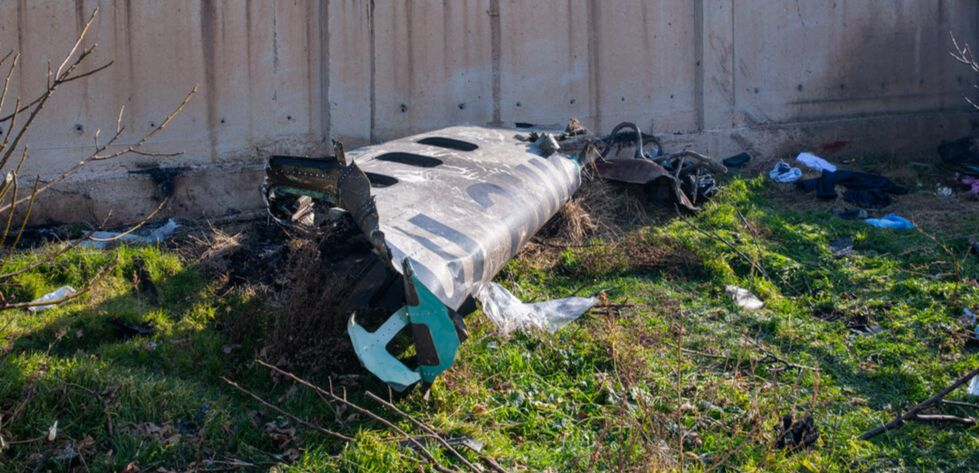
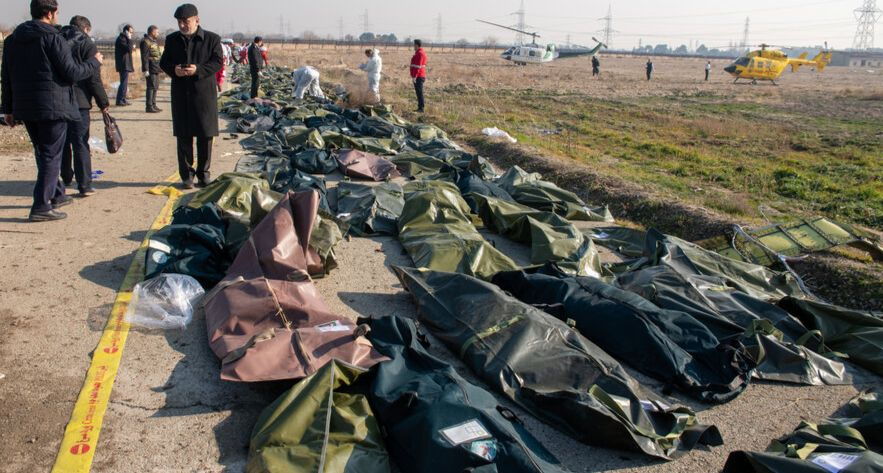
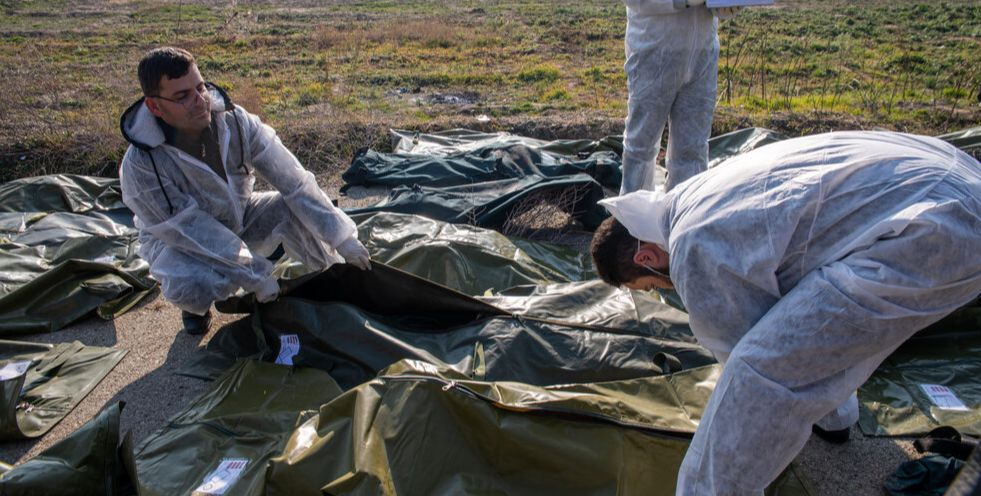
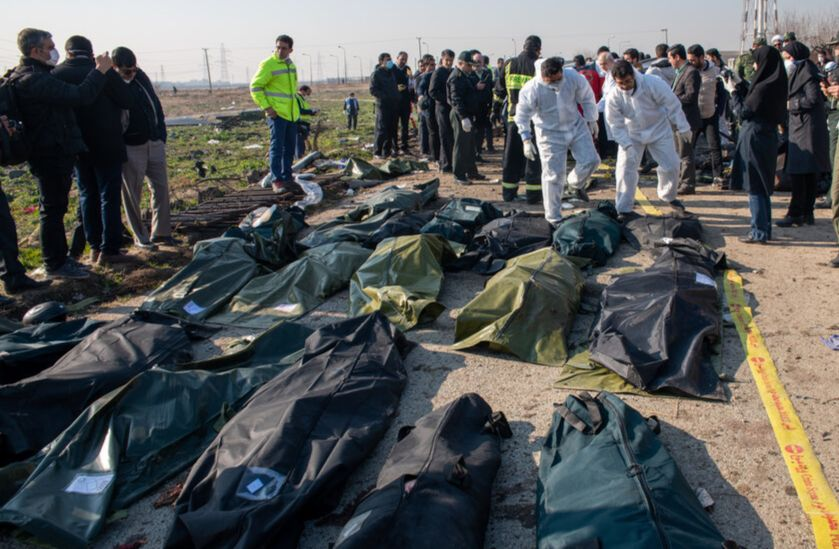
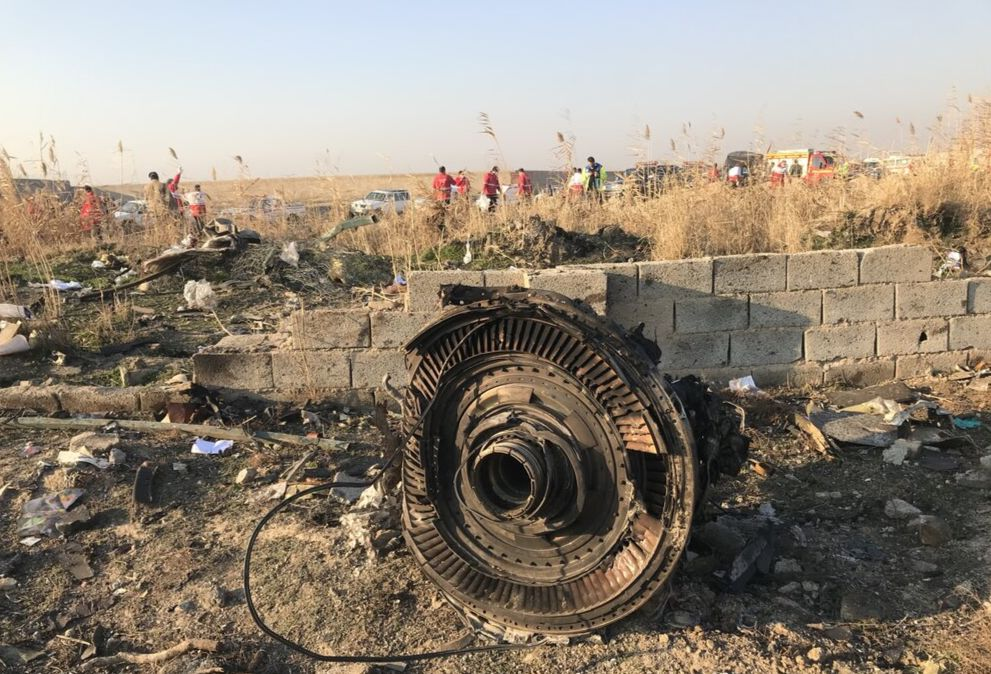

#### Тегеран

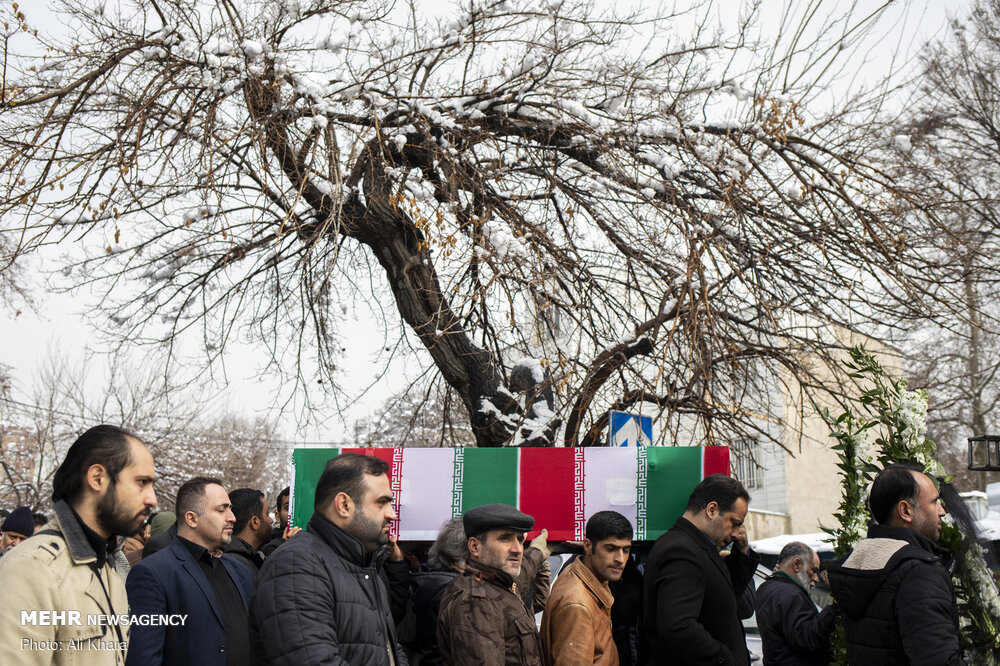
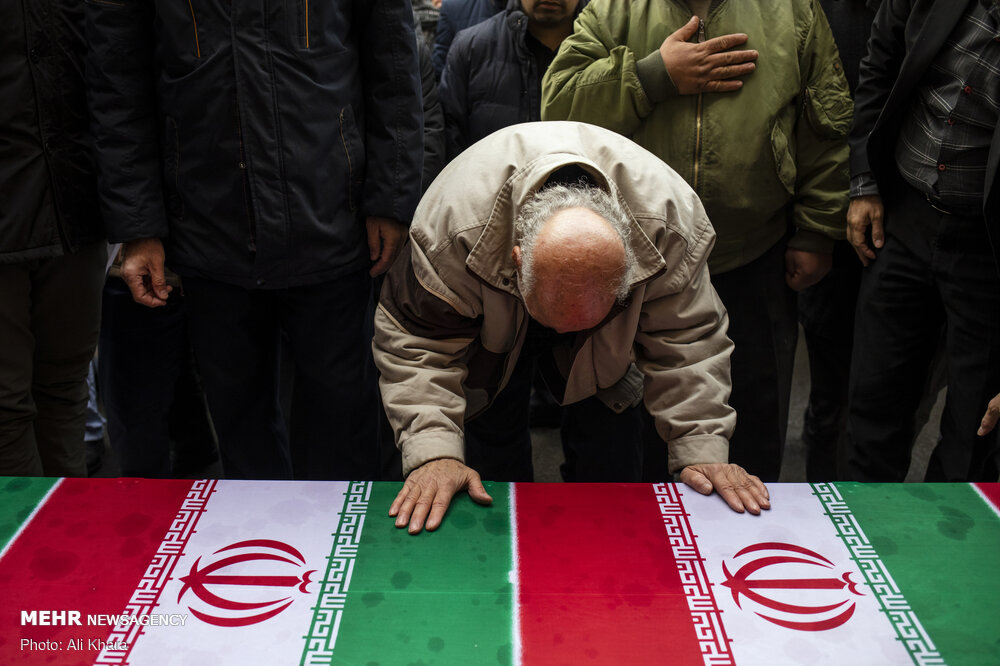
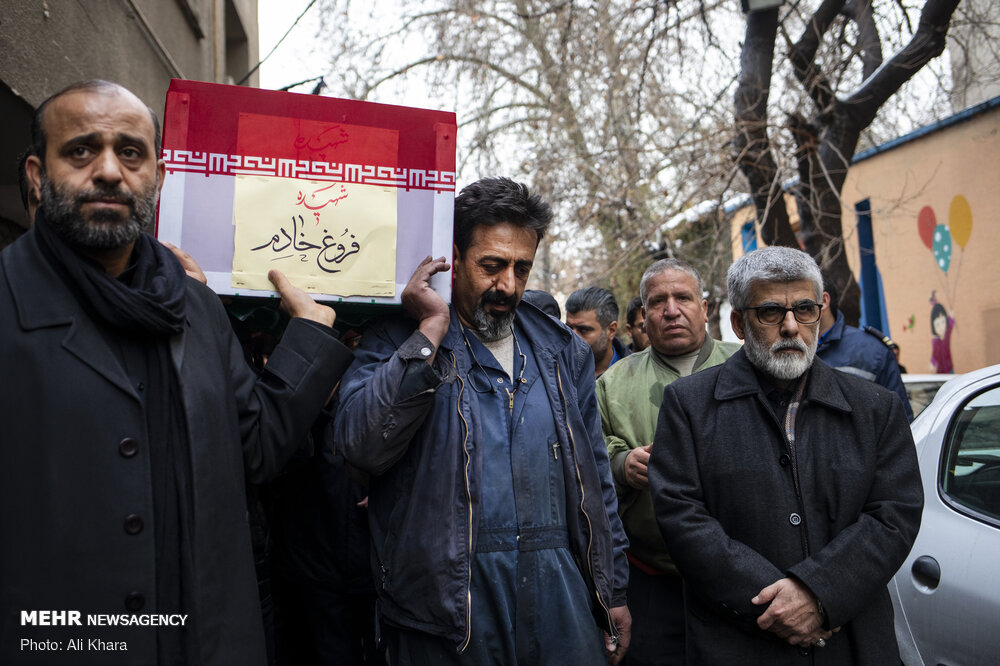
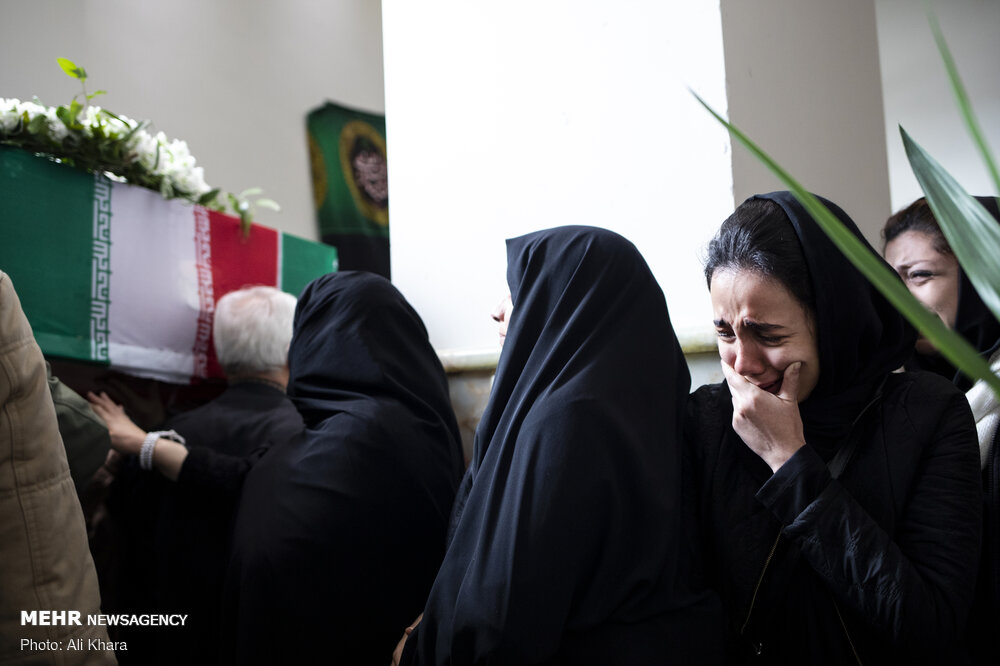

#### Хамадан

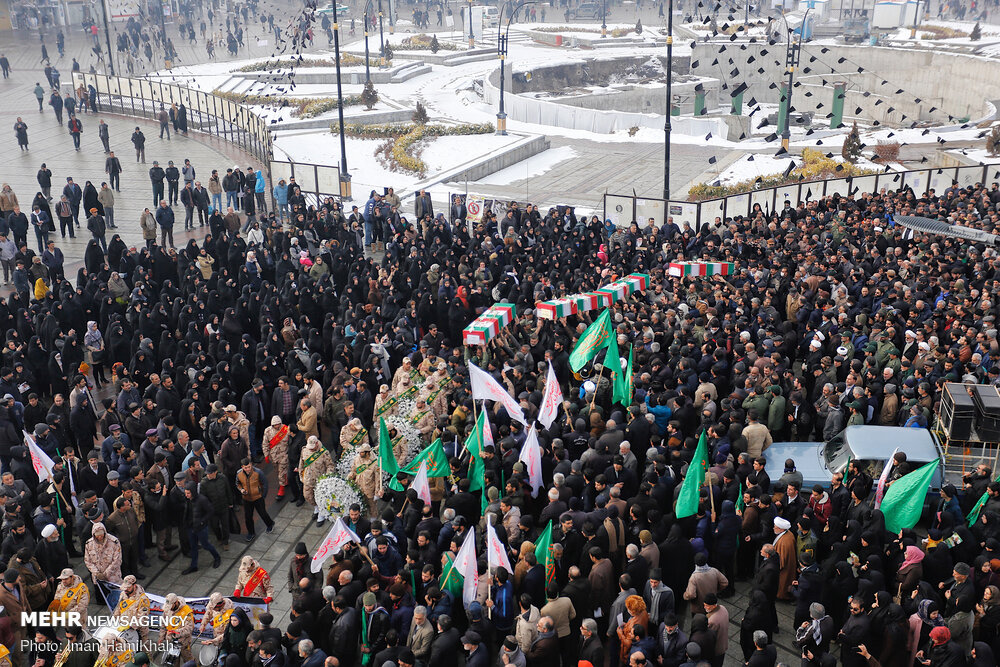
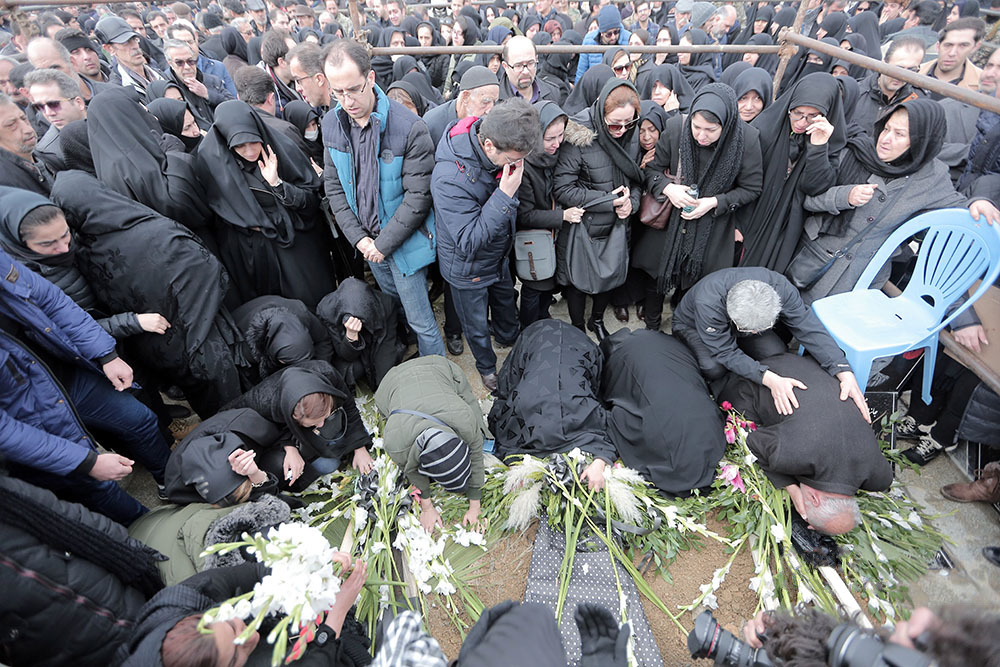
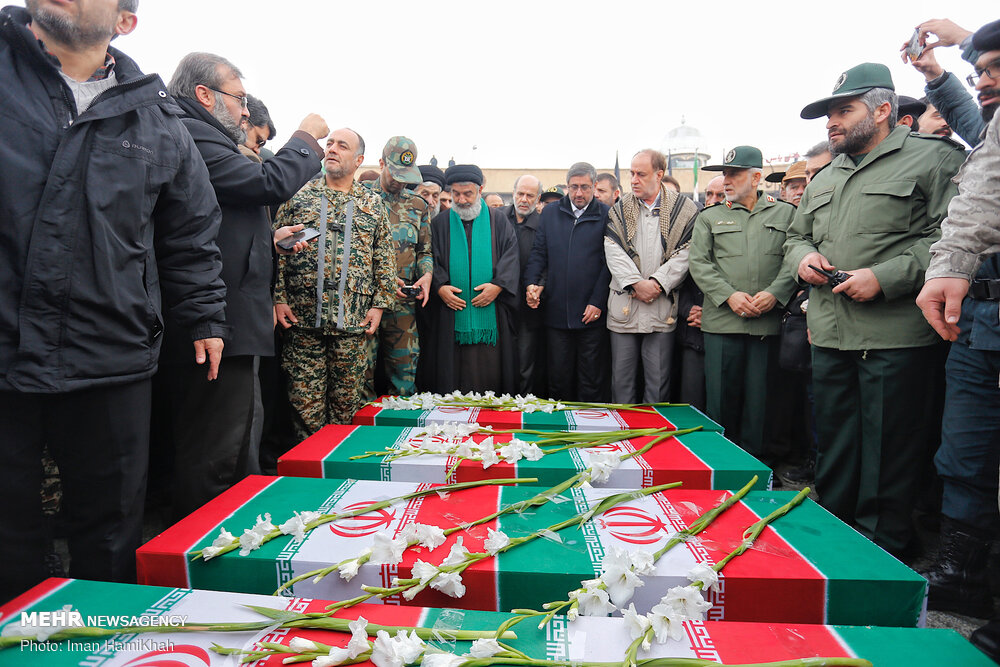
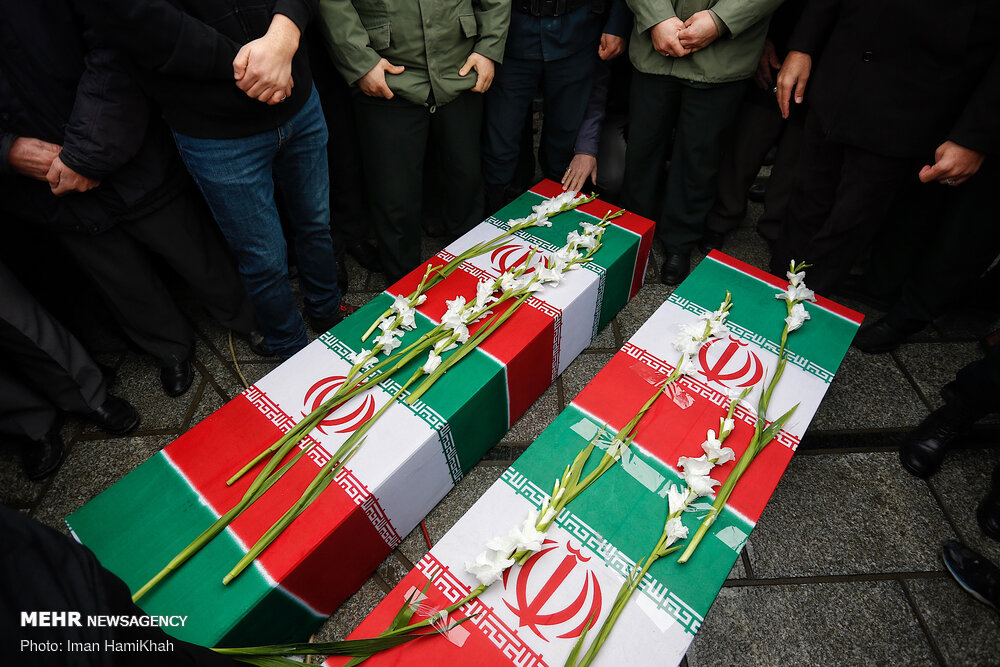

#### Санандадж

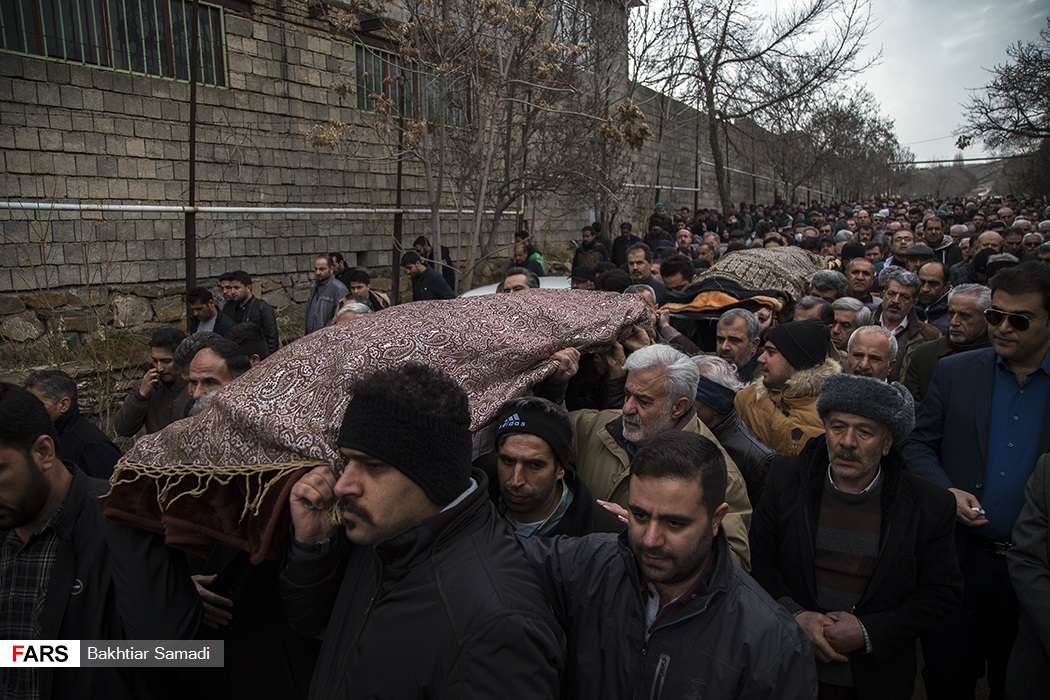
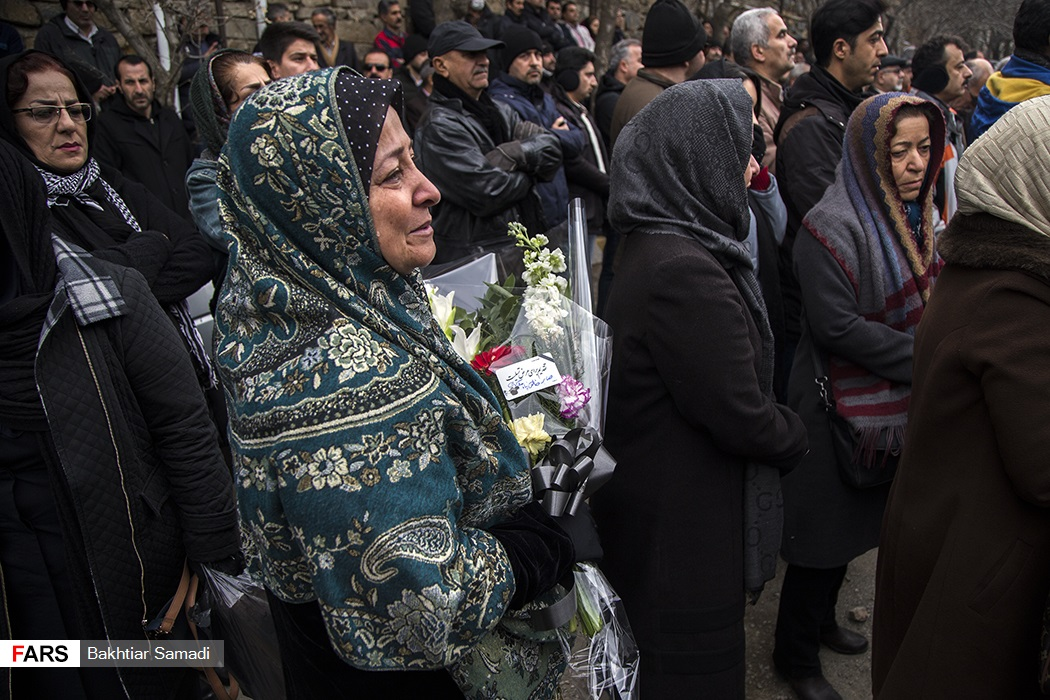
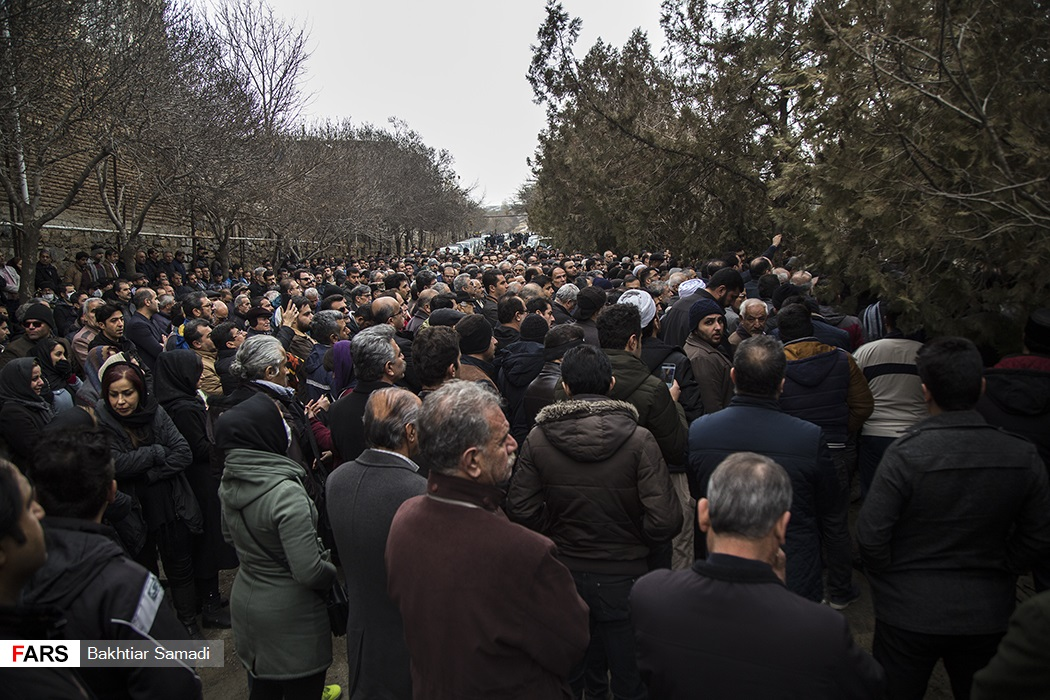
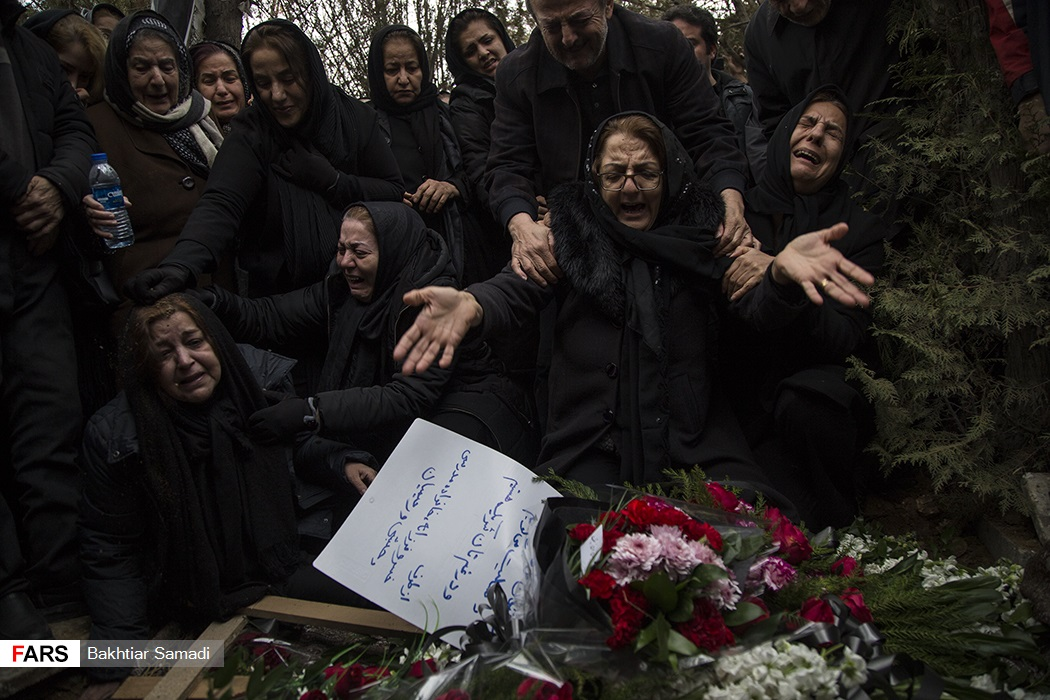

### Вшанування загиблих громадян України в аеропорту Бориспіль

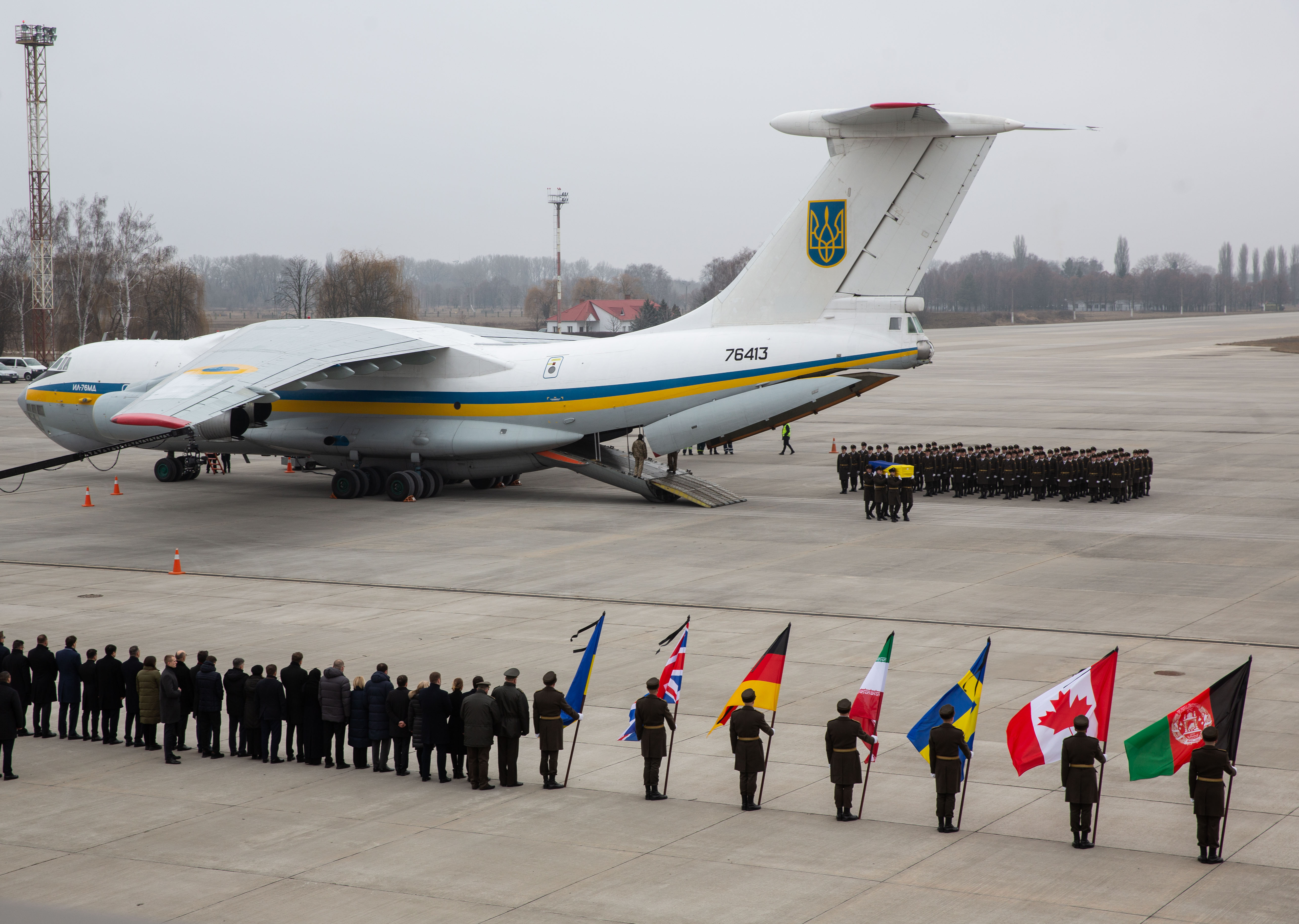
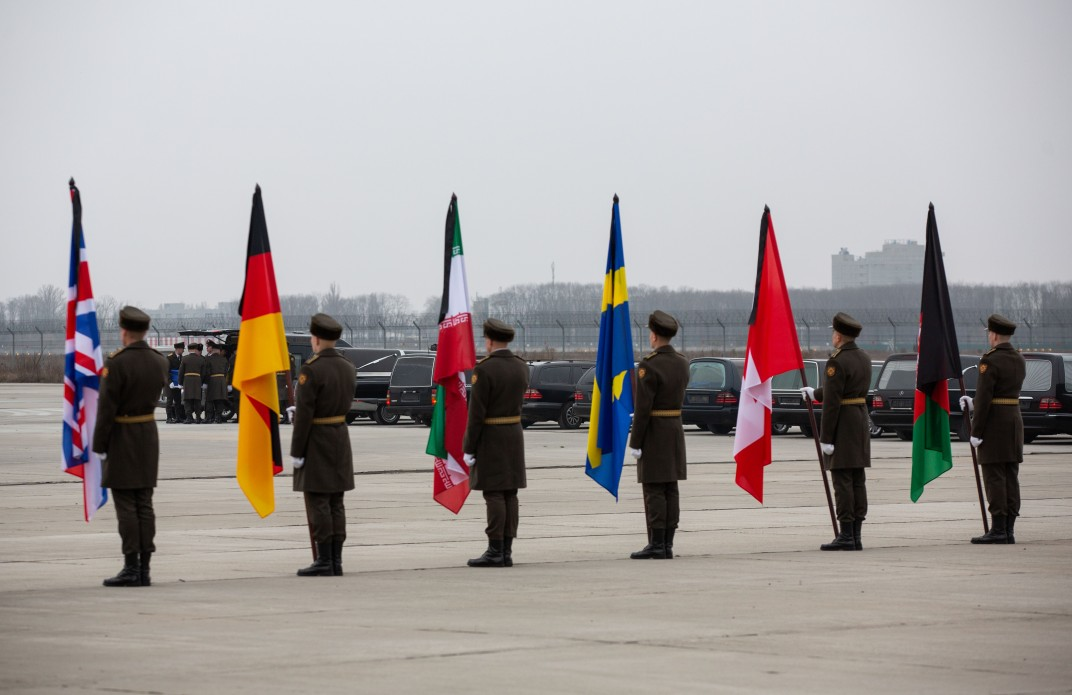
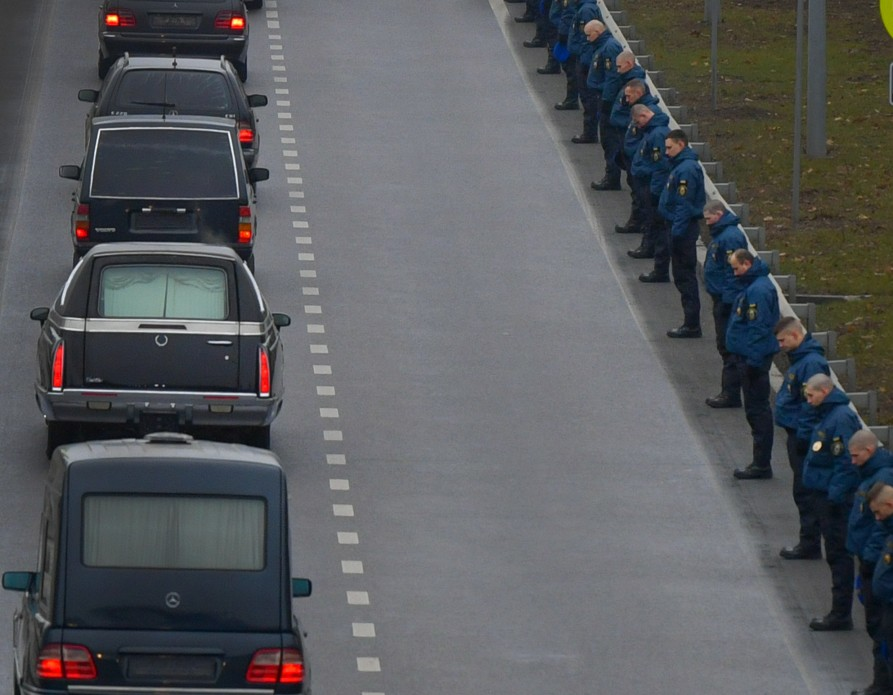
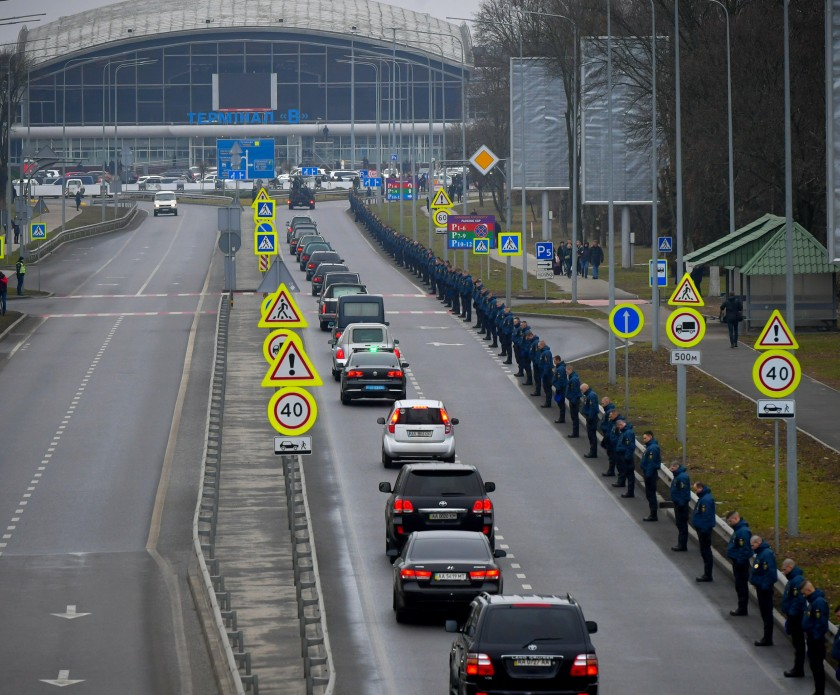
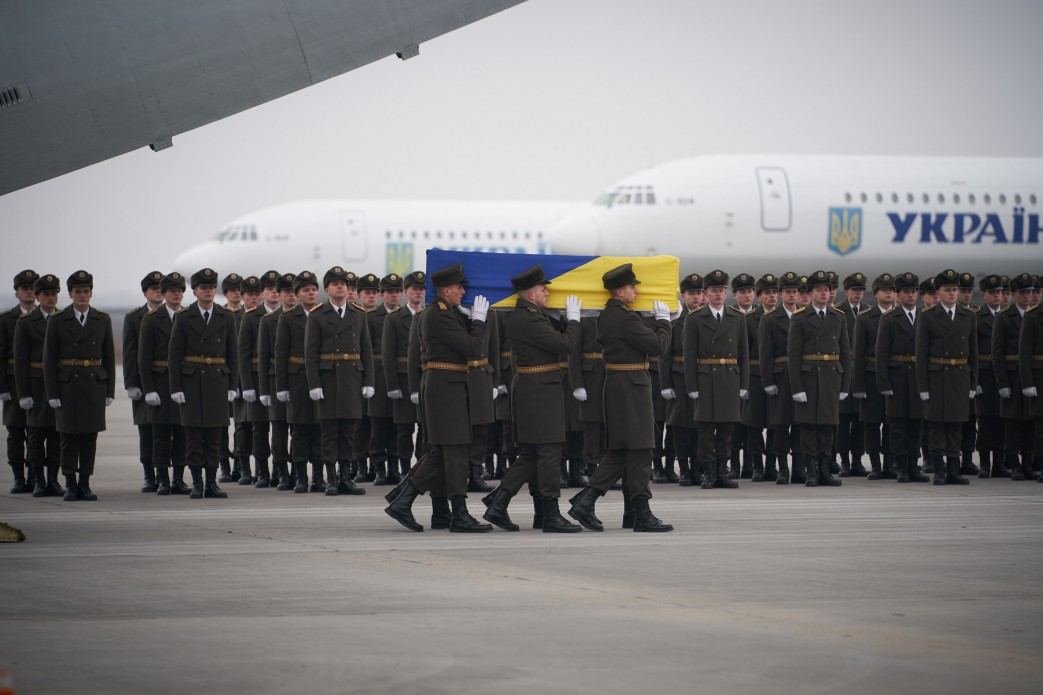
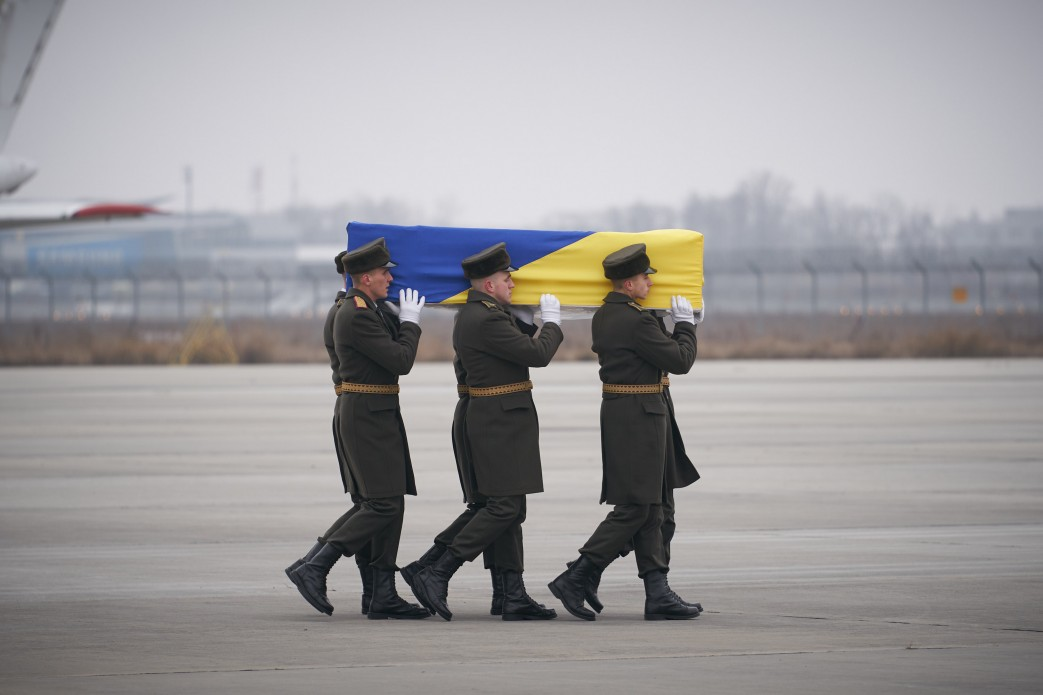
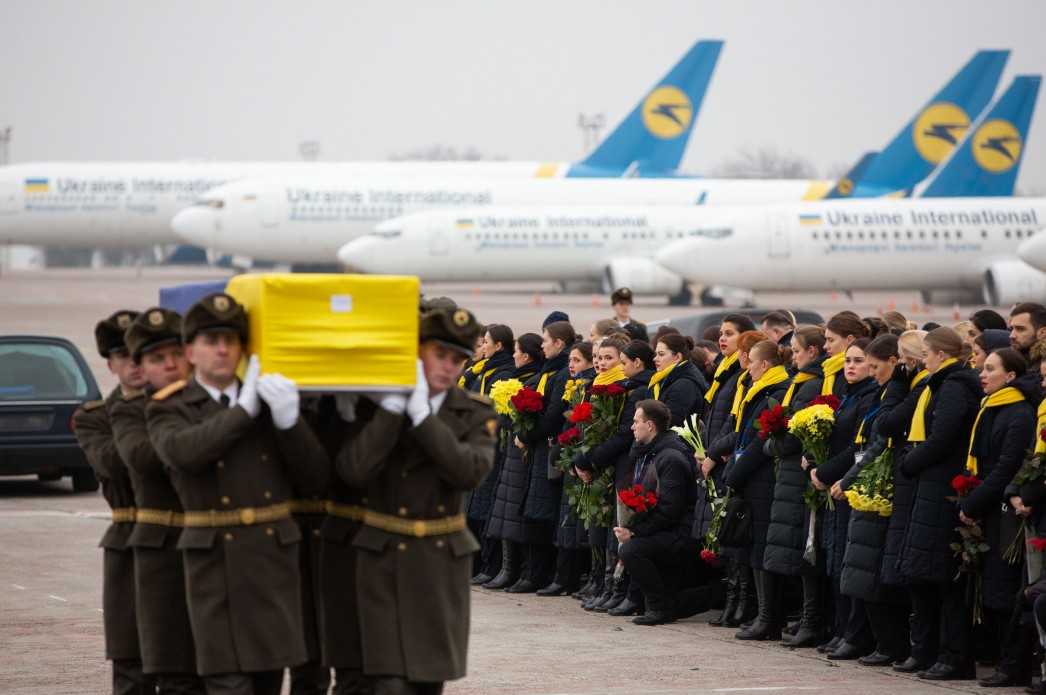
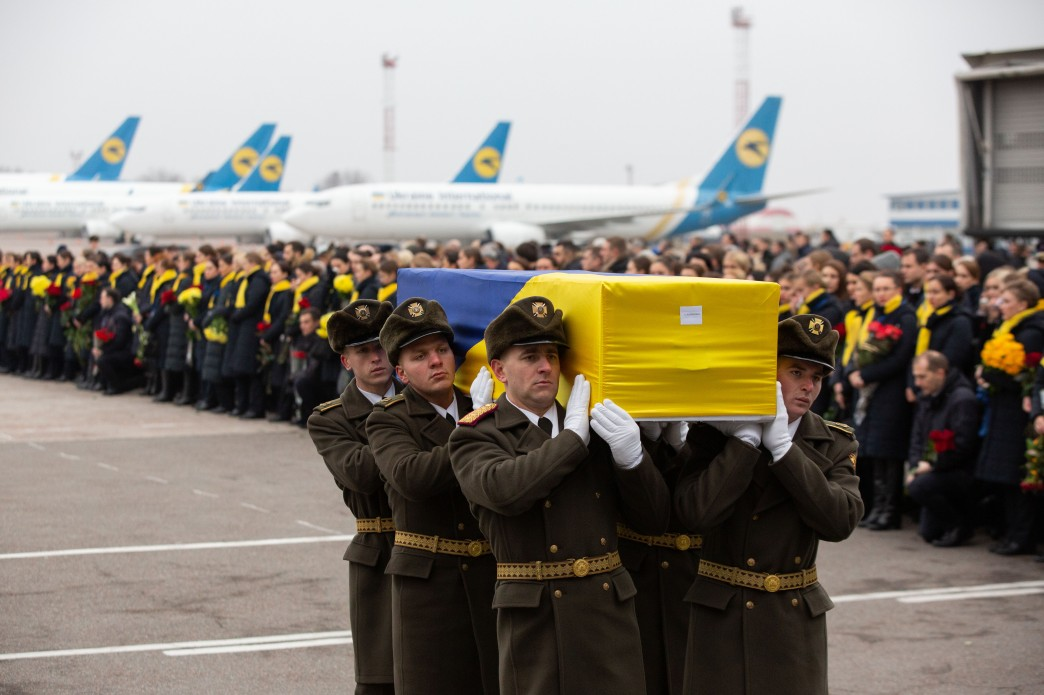
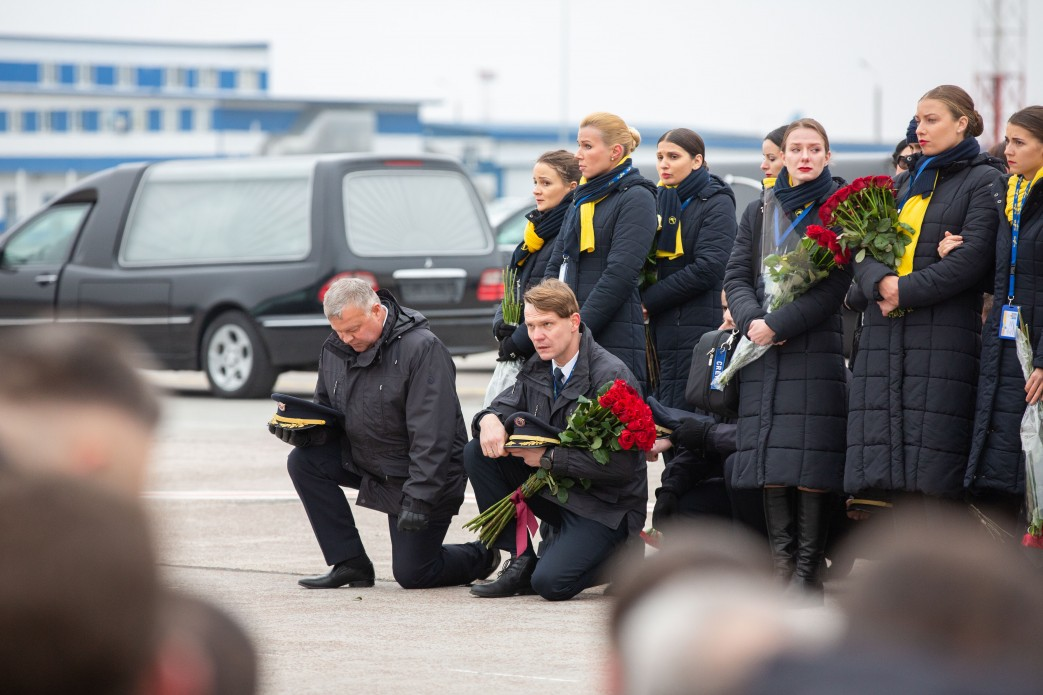
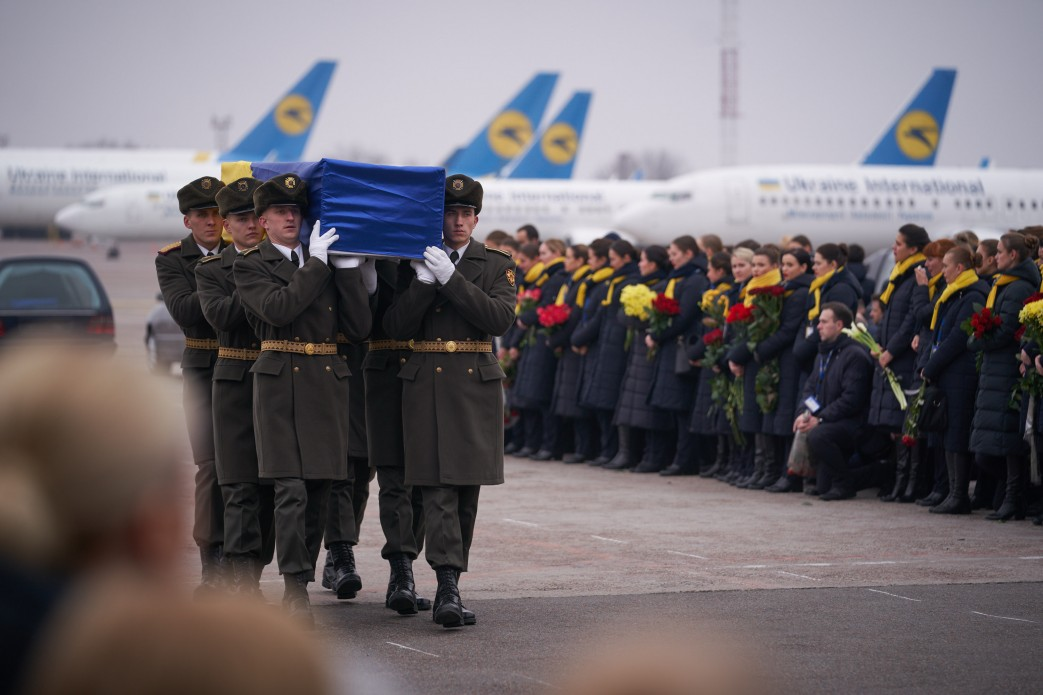
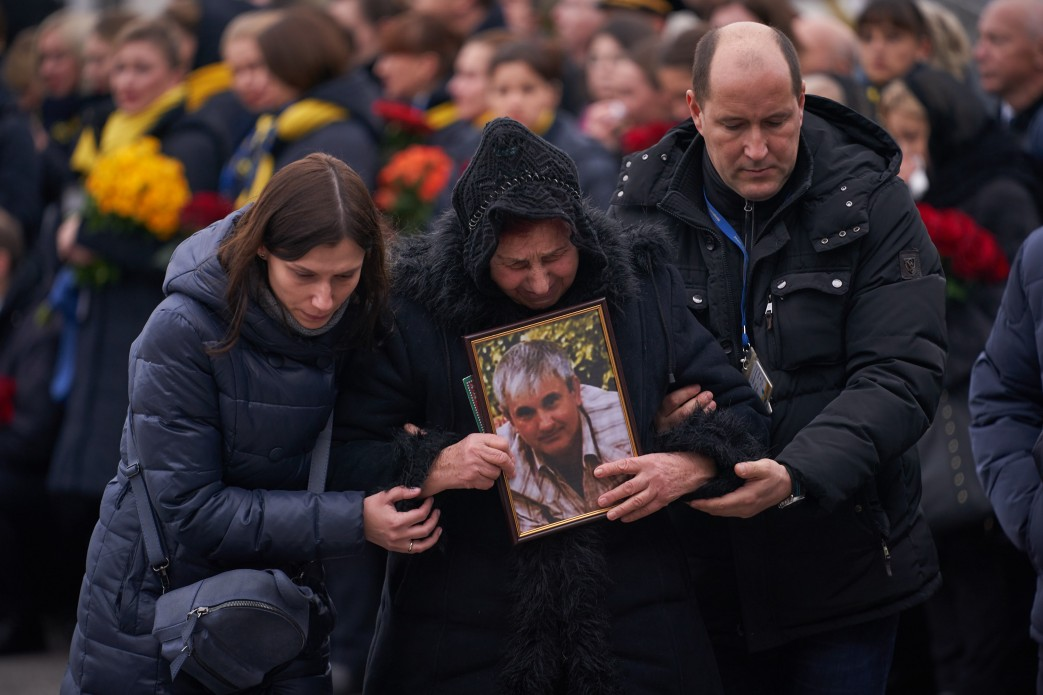
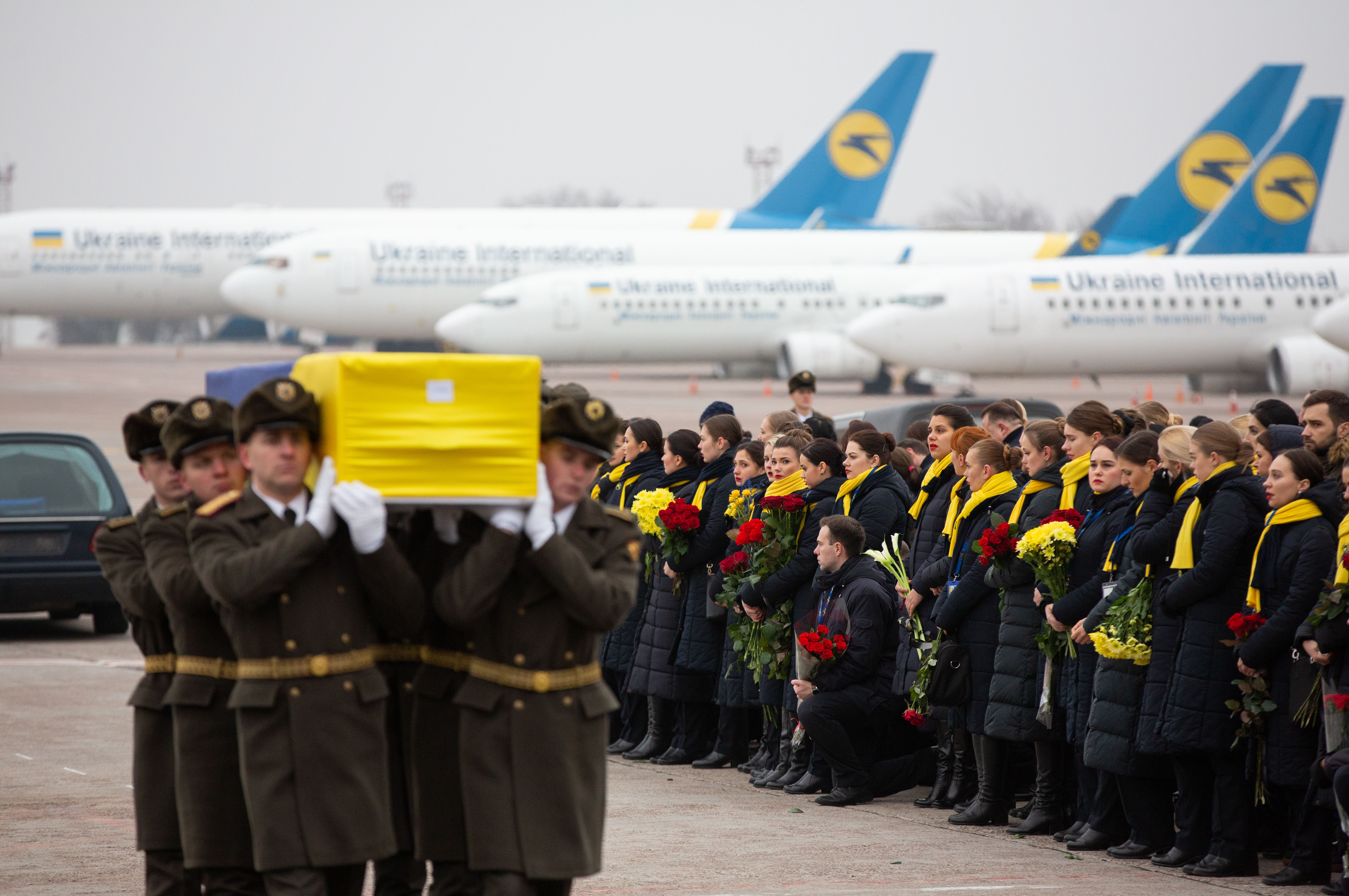
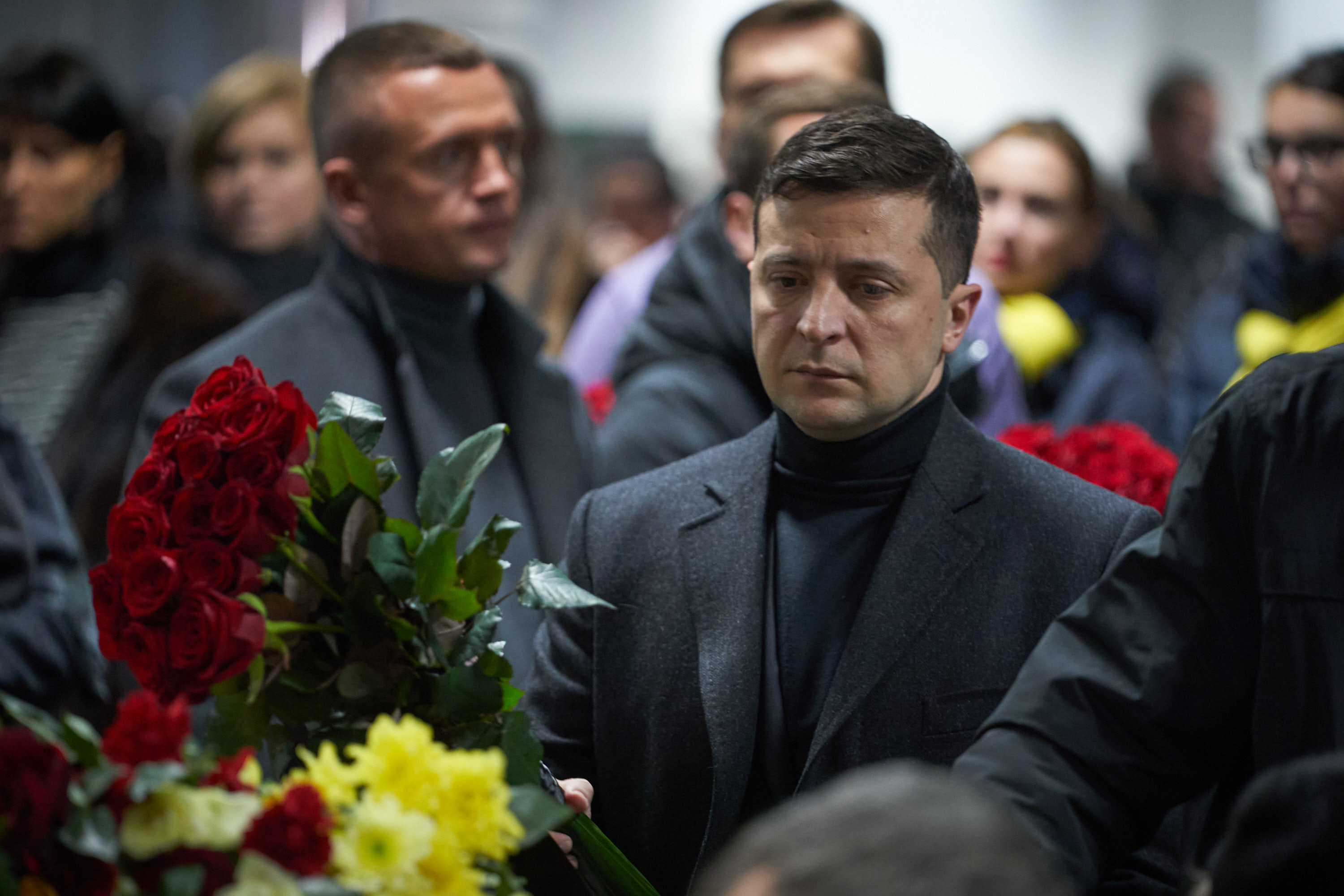
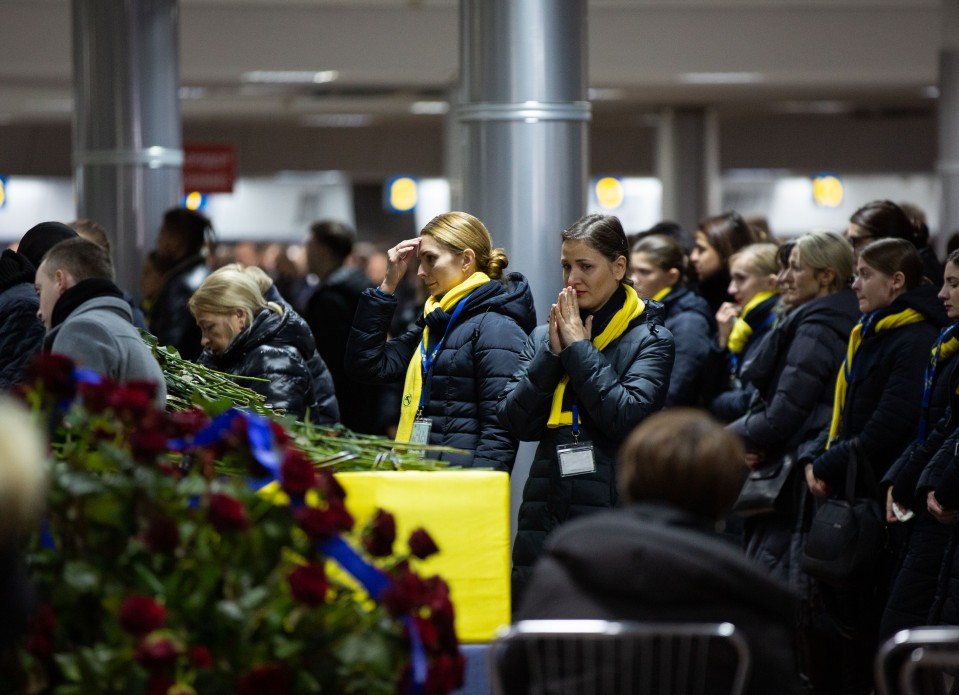
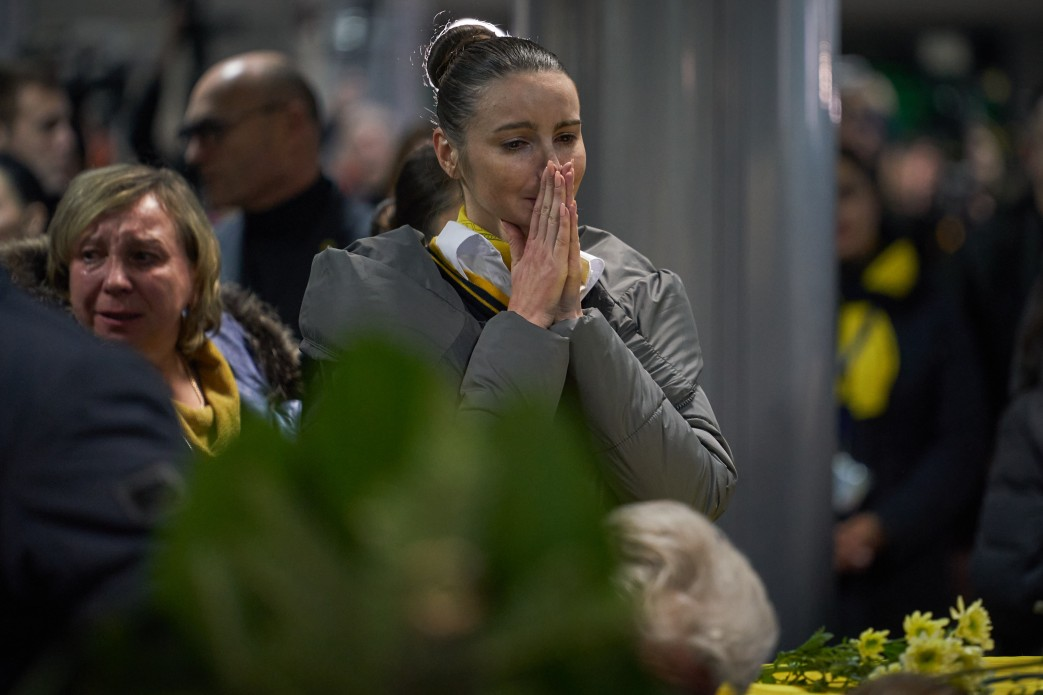
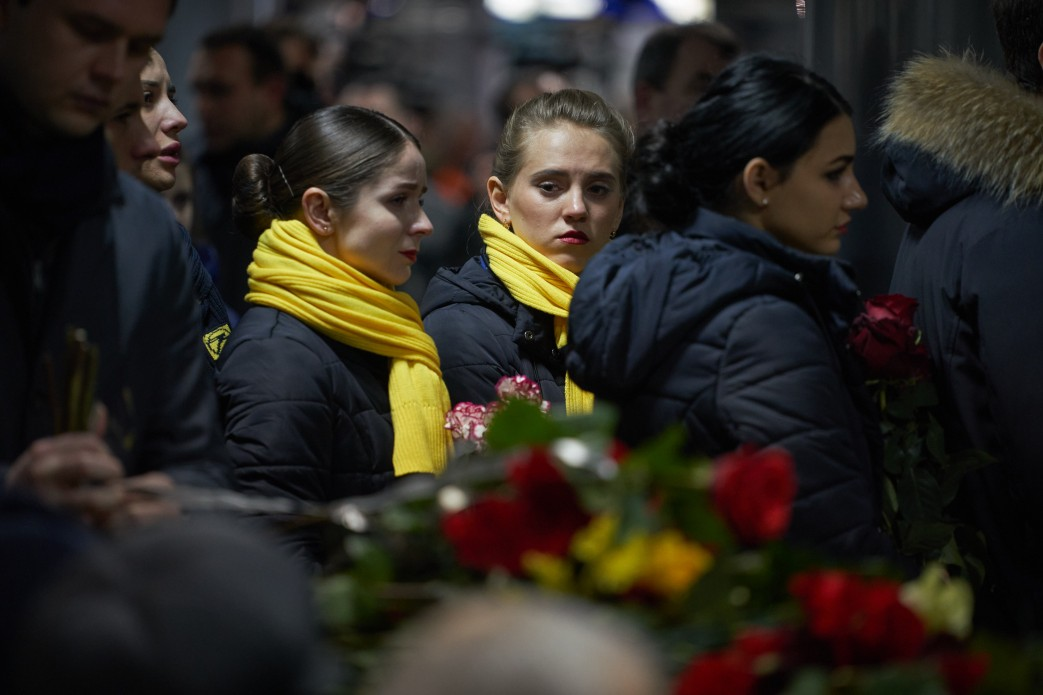

### Виноски
1. ↑  МЗС Німеччини спростувало заяву про наявність громадян з німецьким громадянством на борту[15], три резидента Німеччини були з афганським, а не німецьким громадянством та помилково були зараховані до осіб з німецьким громадянством